# Hypocaccus becvari
Hypocaccus becvari är en skalbaggsart som beskrevs av Yves Gomy 2009. Hypocaccus becvari ingår i släktet Hypocaccus och familjen stumpbaggar. Inga underarter finns listade i Catalogue of Life.